# Döbern (Muldestausee)
Döbern ist eine Wüstung, die sich südöstlich von Bitterfeld in Sachsen-Anhalt befand und 1982 dem Abbau von Braunkohle durch den Tagebau Goitzsche zum Opfer fiel. Heute erinnert nur noch der Name Döberner See, welcher den südöstlichen Teil des Großen Goitzschesees bildet, an das einstige Dorf.

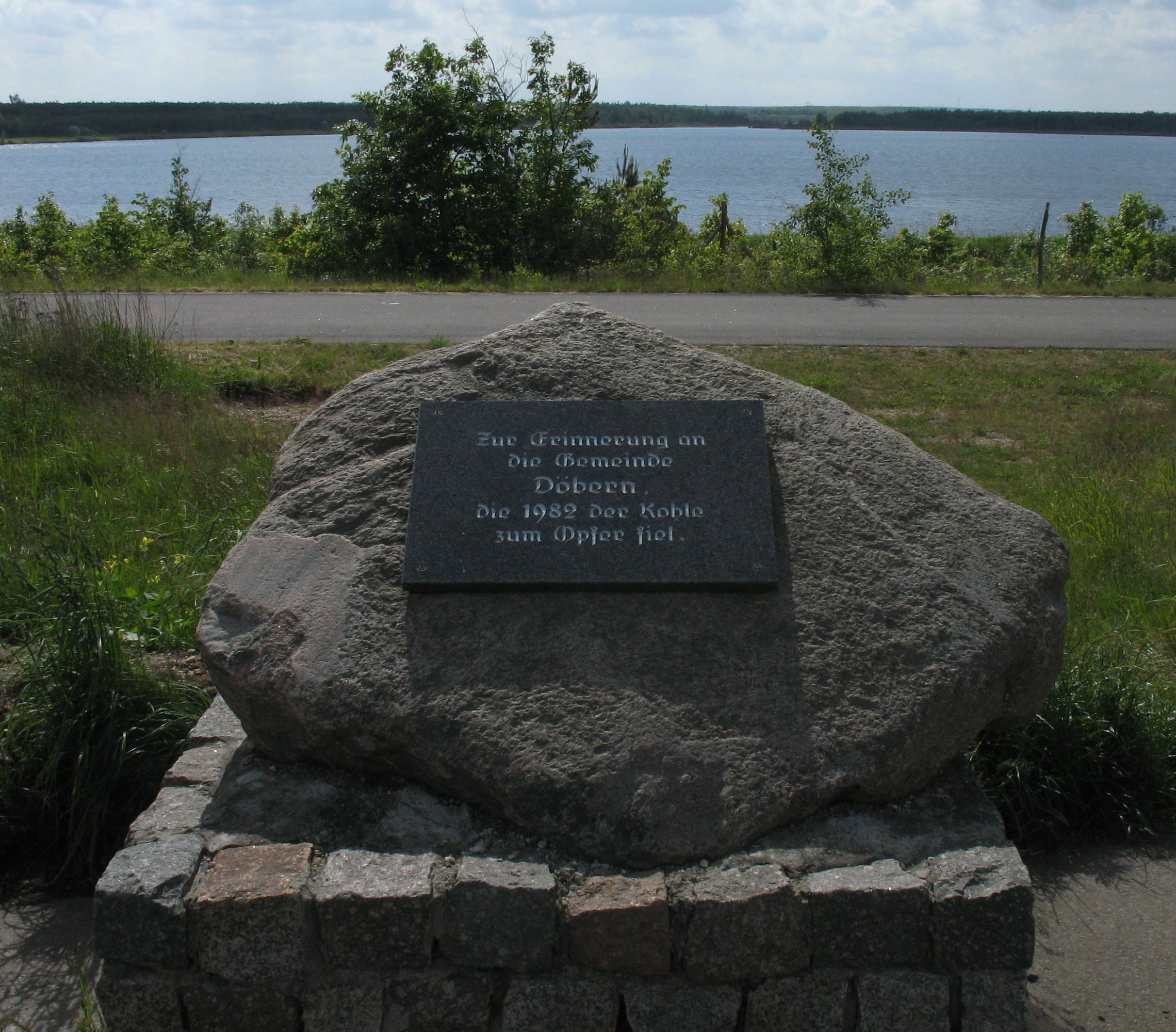
Gedenkstein für Döbern

## Geographische Lage
Die Flur des ehemaligen Orts Döbern liegt heute im Döberner See im Südosten des Großen Goitzschesees. Sie liegt im Landkreis Anhalt-Bitterfeld im Land Sachsen-Anhalt an der Grenze zum Freistaat Sachsen und gehört zur Gemeinde Muldestausee.

## Geschichte
Döbern, zu dem auch die wüste Mark Schönfeld gehörte, befand sich bis 1508 im Besitz der Familie von Schönfeldt. Dann verkaufte Hans von Schönfeldt die Hälfte des Dorfes Döbern an Ulrich Blancke, die andere Hälfte blieb mit dem Schönfeldt’schen Rittergut Löbnitz verbunden.
Bis 1815 war Döbern der nördlichste Ort des königlich-sächsischen Amts Delitzsch. Durch die Beschlüsse des Wiener Kongresses kam er zu Preußen und wurde 1816 dem Kreis Delitzsch im Regierungsbezirk Merseburg der Provinz Sachsen zugeteilt, zu dem er bis 1950 gehörte. Am 1. Juli 1950 wurde Döbern dem Landkreis Bitterfeld angeschlossen.
Der von Süden an den Ort vorrückende Braunkohleabbau machte sich in Döbern in einer Absenkung des Grundwasserspiegels bemerkbar, wodurch Brunnen versiegten und Feuchtgebiete und das alte Bett der Mulde austrockneten. Als Folge der Erweiterung des Tagebaus Goitzsche wurden die Gebäude des Landwirtschaftsbetriebes Bärenhof im Jahr 1966 Bestandteil der Tagesanlagen der Goitzsche. Ursprünglich sollte Döbern bereits in den Jahren 1971 bis 1973 überbaggert und die Einwohner nach Wolfen-Nord und Delitzsch umgesiedelt werden. Da die Energiepolitik der DDR Anfang der 1970er Jahre vermehrt auf Erdöl statt auf Braunkohle setzte, wurde Döbern jedoch ein Aufschub gewährt, wodurch im Ort eine rege Bautätigkeit einsetzte. 1978 wurde endgültig der Abriss beschlossen. Die 506 Einwohner wurden im Jahr 1982 vorwiegend nach Bitterfeld umgesiedelt. Am 1. Dezember 1983 wurde die Flur des Orts nach Pouch eingemeindet und 1984 abgebaggert (devastiert).

### Döbern heute
Nach der 1999 begonnenen und 2002 beendeten Flutung des Großen Goitzschesees befindet sich die Flur von Döbern im südöstlichen, nach dem Ort benannten Teil des Sees. Die ehemaligen Bewohner von Döbern feiern jährlich am 15. Juni den Döberntag in Erinnerung an ihre alte Heimat.